# Яніно (Нижньогородська область)
Яніно (рос. Янино) — присілок в Вачському районі Нижньогородської області Російської Федерації.
Населення становить 74 особи. Входить до складу муніципального утворення Арефинська сільрада.

## Історія
Від 2009 року входить до складу муніципального утворення Арефинська сільрада.

## Населення
| 1859 | 1905 | 1926 | 1999 | 2002 | 2010 |
| ---- | ---- | ---- | ---- | ---- | ---- |
| 201  | ↗229 | ↗256 | ↘80  | ↗83  | ↘74  |